# 小行星5328
小行星5328（英語：5328 Nisiyamakoiti）是一颗围绕太阳公转的小行星。1989年10月26日，上田清二、金田宏在钏路市发现了此天体。
这颗小行星的绝对星等为162.3075111938111等。